# Tapinauchenius latipes
Tapinauchenius latipes é uma espécie de aranha pertencente à família Theraphosidae (tarântulas).